# Cloud Chamber (Empresa)
Cloud Chamber es un desarrollador de videojuegos estadounidense ubicado en Novato, California, con un estudio en Montreal, Quebec. El 9 de diciembre de 2019, Kelley Gilmore creó el estudio como una división de 2K (un sello editorial de Take-Two Interactive Software ), la compañía estará a cargo de desarrollar un nuevo juego de BioShock . 

## Historia
El 9 de diciembre de 2019, 2K anunció que crearon un nuevo estudio en Novato, California y Montreal, Quebec, dirigido por Kelley Gilmore, ex productora ejecutiva de Firaxis Games. Cloud Chamber se encargara de realizar un nuevo juego de BioShock . Varios miembros que formaron parte del juego BioShock original forman parte del estudio, incluidos Hoagy de la Plante, Scott Sinclair y Jonathan Pelling. Kelley dijo que el objetivo de su estudio es "crear mundos aún por descubrir, y sus historias internas, que traspasen los límites de lo que es posible en el medio de los videojuegos". 

## Juegos desarrollados
| Año           | Título                    | Plataforma(s) |
| ------------- | ------------------------- | ------------- |
| Por confirmar | Juego BioShock sin título | Por confirmar |